# Lanildut
Lanildut är en kommun i departementet Finistère i regionen Bretagne i västra Frankrike. Kommunen ligger i kantonen Ploudalmézeau som tillhör arrondissementet Brest. År 2022 hade Lanildut 987 invånare.

## Befolkningsutveckling
Antalet invånare i kommunen Lanildut
Referens:INSEE